# کوماروو (استان آرخانگلسک)
کوماروو (به لاتین: Komarovo) یک منطقهٔ مسکونی در روسیه است که در استان آرخانگلسک واقع شده‌است.